# 経蔵 (パーリ)
経蔵（巴: Sutta Pitaka, スッタ・ピタカ）とは、『パーリ仏典』の三蔵（巴: Ti-pitaka, ティピタカ）における2番目の蔵（pitaka）であり、釈迦が説いた教え（仏説）についての文献である経（巴: Sutta, スッタ）が収められた領域のこと。
ここに収められている経は、大乗仏教経典は含まず、漢訳経典で言えば概ね『阿含経』に相当する内容となっている。

## 構成
『パーリ仏典』の経蔵は、以下の「五部」（巴: Pañca Nikāya, パンチャ・ニカーヤ）によって構成される。
- 長部（ちょうぶ、巴: Dīgha Nikāya, ディーガ・ニカーヤ） --- 長編経典集
- 中部（ちゅうぶ、巴: Majjhima Nikāya, マッジマ・ニカーヤ） --- 中編経典集
- 相応部（そうおうぶ、巴: Saṃyutta Nikāya, サンユッタ・ニカーヤ） --- テーマ別短編経典集
- 増支部（ぞうしぶ、巴: Anguttara Nikāya, アングッタラ・ニカーヤ） --- 数字別短編経典集
- 小部（しょうぶ、巴: Khuddaka Nikāya, クッダカ・ニカーヤ） --- 特異な経典集

## 日本語訳

### 全訳
- 『南伝大蔵経・経蔵』（全39巻42冊） 大蔵出版

### 部分訳

#### 経蔵長部
経蔵長部 全訳
- 『原始仏典 長部経典1-3』（第1-3巻）中村元監修 春秋社
- 『パーリ仏典 長部（ディーガニカーヤ）』（全6巻）片山一良訳 大蔵出版

サーマンニャパラ経（沙門果経）
- 『世界の名著〈1〉 バラモン教典　原始仏典』中央公論社

マハーパリニッバーナ経（大般涅槃経）
- 『ブッダ最後の旅―大パリニッバーナ経』中村元訳 岩波文庫

#### 経蔵中部
経蔵中部 全訳
- 『原始仏典 中部経典1-4』（第4-7巻）中村元監修 春秋社
- 『パーリ仏典 中部（マッジマニカーヤ）』（全6巻）片山一良訳 大蔵出版

マハー（大）ハッティパドーパマ経（象跡喩大経）
- 『世界の名著〈1〉バラモン教典, 原始仏典 』「象の足跡のたとえ」中央公論社

チューラ（小）マールキヤ経（摩羅迦小経）
- 『世界の名著〈1〉バラモン教典, 原始仏典 』「毒矢のたとえ」中央公論社

アングリマーラ経（鴦掘摩経）
- 『世界の名著〈1〉バラモン教典, 原始仏典 』「兇賊の帰依」中央公論社

アッサラーヤナ経（阿摂惒経）
- 『世界の名著〈1〉バラモン教典, 原始仏典 』「階級の平等」中央公論社

バフダートゥカ経（多界経）
- 『世界の名著〈1〉バラモン教典, 原始仏典 』「種々の界」中央公論社

#### 経蔵相応部
経蔵相応部 全訳
- 『原始仏典II 相応部経典』（全6巻）中村元監修 春秋社
- 『パーリ仏典 相応部（サンユッタニカーヤ）』（全10巻）片山一良訳 大蔵出版

有偈篇 全訳
- 『ブッダ神々との対話―サンユッタ・ニカーヤ1 』中村元訳 岩波文庫
- 『ブッダ悪魔との対話――サンユッタ・ニカーヤ2 』中村元訳 岩波文庫

デヴァター相応（諸天相応）
- 『世界の名著〈1〉バラモン教典, 原始仏典 』「サミッディの出家」中央公論社

ブラフマ相応（梵天相応）
- 『世界の名著〈1〉バラモン教典, 原始仏典 』「説法の要請（梵天勧請）」中央公論社

サッチャ相応（諦相応）
- 『世界の名著〈1〉バラモン教典, 原始仏典 』「はじめての説法（初転法輪）」中央公論社

#### 経蔵増支部
- 『原始仏典III 増支部経典』（全8巻）中村元監修 春秋社

#### 経蔵小部
経蔵小部 全訳
- 『小部経典』 全10巻、正田大観、Evolving/Kindle 2015年

ダンマパダ（法句経）
- 『ブッダの真理のことば・感興のことば』中村元訳 岩波文庫

スッタニパータ（経集）
- 『ブッダのことば―スッタニパータ』中村元訳 岩波文庫
- 『スッタニパータ [釈尊のことば] 全現代語訳』 荒牧典俊・本庄良文・榎本文雄、講談社学術文庫 2015年

テーラガーター（長老偈経）
- 『仏弟子の告白―テーラガーター』中村元訳 岩波文庫

テーリーガーター（長老尼偈経）
- 『尼僧の告白―テーリーガーター』中村元訳 岩波文庫

ジャータカ（本生経）
- 『ジャータカ全集』（全10巻）中村元監修 春秋社

ミリンダパンハ（弥蘭陀王問経）
- 『世界の名著〈1〉バラモン教典, 原始仏典 』中央公論社
- 『ミリンダ王の問い―インドとギリシアの対決』中村元・早島鏡正訳 東洋文庫

### その他
- 『阿含経典1-3』 増谷文雄訳 筑摩書房